# David E. Beatty
David E. Beatty (...) è un astronomo statunitense.
Ha collaborato all'UKIRT (UK infrared telescope).
Il Minor Planet Center gli accredita la scoperta dell'asteroide 2460 Mitlincoln effettuata il 1º ottobre 1980 in collaborazione con Laurence G. Taff.